# Manoir d'Urville
Le manoir d'Urville est une demeure qui se dresse sur le territoire de la commune française d'Urville, dans le département du Calvados, en région Normandie. L'édifice est inscrit au titre des monuments historiques.

## Localisation
Le manoir est situé, à la sortie occidentale du bourg, dans le vallon de la Laize, à 600 mètres au nord-ouest de l'église Notre-Dame d'Urville, sur la droite en retrait de la RD 131 en direction du Mesnil-Touffray, près du grand bâtiment des « Mines », dans le département français du Calvados.

## Historique
Le manoir-ferme conserve des parties du XIVe siècle.
La chapelle du manoir, placé sous le vocable de Saint-Vigor, a servi d'église paroissiale jusqu'en 1604, date de l'édification dans le village de l'église Notre-Dame. En 1950, les tombes des seigneurs d'Urville ont été transférées dans l'église paroissiale.

## Description
Une enceinte quadrangulaire enserre des bâtiments en ruines, dont un ancien logis du milieu du XIVe siècle et une chapelle castrale, située dans la cour, dont les parties les plus anciennes datent du XIVe siècle (linteaux à décors trilobés, logis à contreforts avec une fenêtre à remplage trilobé), et remaniée aux XVe et XVIIe siècles,. Le logis actuel date du XIXe siècle, la grange du milieu du XVIIe siècle et le cellier de la fin du XIIIe siècle.

## Protection
Le manoir est inscrit au titre des monuments historiques  par arrêté du 2 janvier 1929.